# Техас Рейнджерс

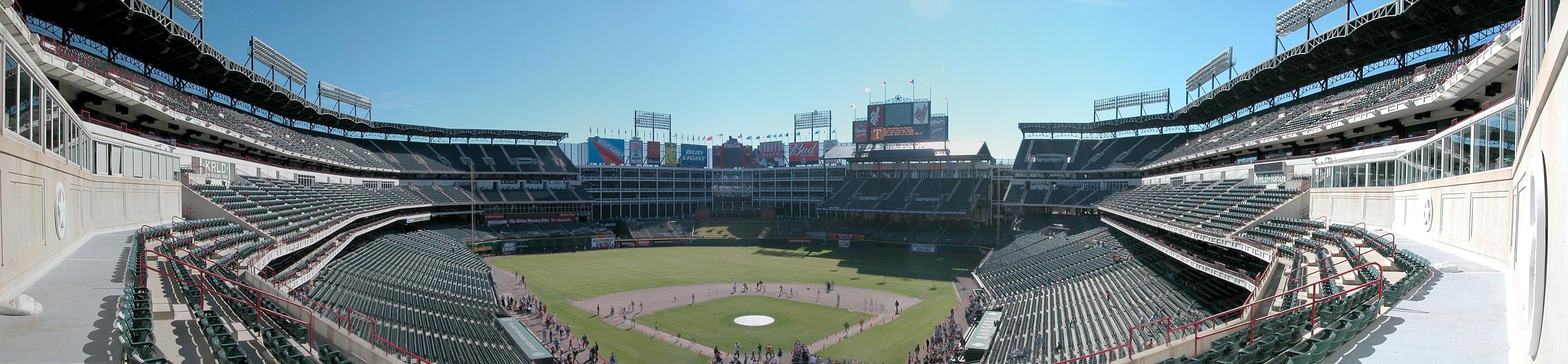
Ранґерс Балпарк в Арлінґтону

«Техас Рейнджерс» (англ. Texas Rangers) — професійна бейсбольна команда міста Арлінґтон у штаті Техас. Команда — член Західного дивізіону Американської бейсбольної ліги Головної бейсбольної ліги.
Команда заснована у 1961 в місті Вашингтон, Округ Колумбія, (столиці США) під назвою «Вашингтон Сенаторс» (англ. Washington Senators). У 1971 вони переїхали до міста Арлінґтон.
Домашнє поле для «Техас Рейнджерс» є Рейнджерс-бол-парк-ін-Арлінґтон.
В 2023 році вперше в історії свого існування виграли Світову серію (англ. World Series).

## Виступи в післясезонні
| Рік  | Гра Вайлд-кард  | Гра Вайлд-кард | Дивізійна серія АЛ | Дивізійна серія АЛ | Чемпіонська серія АЛ | Чемпіонська серія АЛ | Світова серія         | Світова серія |
| ---- | --------------- | -------------- | ------------------ | ------------------ | -------------------- | -------------------- | --------------------- | ------------- |
| 1996 | Не гралася      | Не гралася     | Нью-Йорк Янкіз     | 1:3                |                      |                      |                       |               |
| 1998 | Не гралася      | Не гралася     | Нью-Йорк Янкіз     | 0:3                |                      |                      |                       |               |
| 1999 | Не гралася      | Не гралася     | Нью-Йорк Янкіз     | 0:3                |                      |                      |                       |               |
| 2010 | Не гралася      | Не гралася     | Тампа-Бей Рейз     | 3:2                | Нью-Йорк Янкіз       | 4:2                  | Сан-Франциско Джаєнтс | 1:4           |
| 2011 | Не гралася      | Не гралася     | Тампа-Бей Рейз     | 3:1                | Детройт Тайгерз      | 4:2                  | Сент-Луїс Кардиналс   | 3:4           |
| 2012 | Балтимор Оріолз | 0:1            |                    |                    |                      |                      |                       |               |
| 2015 | Пропустили      | Пропустили     | Торонто Блу-Джейс  | 2:3                |                      |                      |                       |               |
| 2016 | Пропустили      | Пропустили     | Торонто Блу-Джейс  | 0:3                |                      |                      |                       |               |
| 2023 | Тампа-Бей Рейз  | 2:0            | Балтимор Оріолз    | 3:0                | Г'юстон Астрос       | 4:3                  | Аризона Даймондбекс   | 4:1           |